# Stanisław Janicki (zm. 1624)
Stanisław Janicki herbu Rola (zm. w 1624 roku) – miecznik lwowski w latach 1619-1622.
Był uczestnikiem popisu pospolitego ruszenia ziemi lwowskiej i powiatu żydaczowskiego w 1621 roku.